# Maurice Bavaud
Maurice Bavaud (15 de enero de 1916 en Neuchâtel, Suiza - 14 de mayo de 1941 en la prisión de Plötzensee, Berlín, Alemania) fue un ciudadano suizo, estudiante de teología católica, conocido por haber intentado asesinar al dictador Adolf Hitler en octubre de 1938. Tras fracasar el mismo, fue descubierto, sentenciado a muerte y ejecutado mediante la guillotina, por la justicia alemana en mayo de 1941. 

## Antecedentes
Hijo mayor de Alfred Bavaud, empleado de correos y de Helen Steiner, mujer de negocios. Maurice Bavaud, se crio con sus cinco hermanos menores en Neuchâtel, capital del mismo cantón suizo. Era un estudiante de teología católica con la intención de convertirse en misionero, en el seminario de Santa Ilan, en la comuna francesa de Saint-Brieuc en Bretaña. Bavaud, además era miembro de un grupo anticomunista de estudiantes en Francia llamado Compagnie du Mystère. El líder del grupo, Marcel Gerbohay, había influenciado notoriamente sobre Bavaud. Gerbohay afirmó que él era un miembro descendiente de la dinastía Romanov, y convenció a Bavaud de que cuando el comunismo fuese destruido como fuerza política, los Romanov, tendrían nuevamente el poder en Rusia, a través del propio Gerbohay. Bavaud creyó lo que Gerbohay había dicho, y se le convirtió en obsesión la idea de que matar a Hitler ayudaría a materializar los planes y, finalmente, decidió llevar a cabo el asesinato el mismo.

## Hechos
El 9 de octubre de 1938, viajó desde Bretaña a Baden-Baden, luego a Basilea, donde compró un Schmeisser 6,35 mm (.25 ACP), pistola semiautomática y, finalmente se dirigió a Berlín. Al llegar a Berlín, Bavaud descubrió que Hitler estaba en Berchtesgaden, y se trasladó hasta allí.
Un policía, Karl Deckert, escuchó a Bavaud diciendo que le gustaría conocer personalmente a Hitler. Deckert indicó a Bavaud que era posible obtener una audiencia privada con Hitler sólo si él lograse conseguir una carta de recomendación de un extranjero con bastante influencia. Deckert le aconsejó viajar a Múnich para el aniversario del Putsch de Múnich, donde asistía todos los años Hitler. Bavaud compró un boleto para la celebración fingiendo ser un periodista suizo y con la intención de disparar a Hitler durante el desfile en conmemoración del golpe de Estado. Sin embargo, el 9 de noviembre, Bavaud abandonó su intento de asesinato, al ver que Hitler se había dirigido para el otro lado de la calle en lugar del medio como lo había previsto, lo que lo colocó en una posición fuera de alcance.
Cuando se dio cuenta de que su plan había fracasado, intentó retornar a París mediante tren. En la estación fue detenido por la policía e interrogado por la Gestapo, declarándose finalmente culpable. 
Luego de ser juzgado por el Tribunal del Pueblo alemán (Volksgerichtshof), en diciembre de 1938, fue sentenciado a muerte. Falleció en 1941, en la prisión Plötzensee mediante la guillotina.